# 碧罗齿突蟾
碧罗齿突蟾（学名：Scutiger biluoensis），一种分布于中国云南省西北部维西傈僳族自治县及德钦县等地的两栖动物，隶属于角蟾科齿突蟾属。模式产地为维西县巴迪乡阿尺打嘎村南几洛（南极洛）。

## 物种对比
碧罗齿突蟾与胸腺齿突蟾（Scutiger glandulatus）相似，但本种头部较为宽扁；身体背面有密集排列的扁平圆疣；胫背面和跗部外缘有腺体；雄性胸部刺团2对，小，前肢上臂和前臂内侧有细痣粒，内侧2指有细密婚刺。碧罗齿突蟾身体背面颜色变异多，棕色为主，多杂以深色宽纵纹，两眼间具有明显的深棕或棕黑色三角斑；腹面为灰棕色。